# ノバ分類法

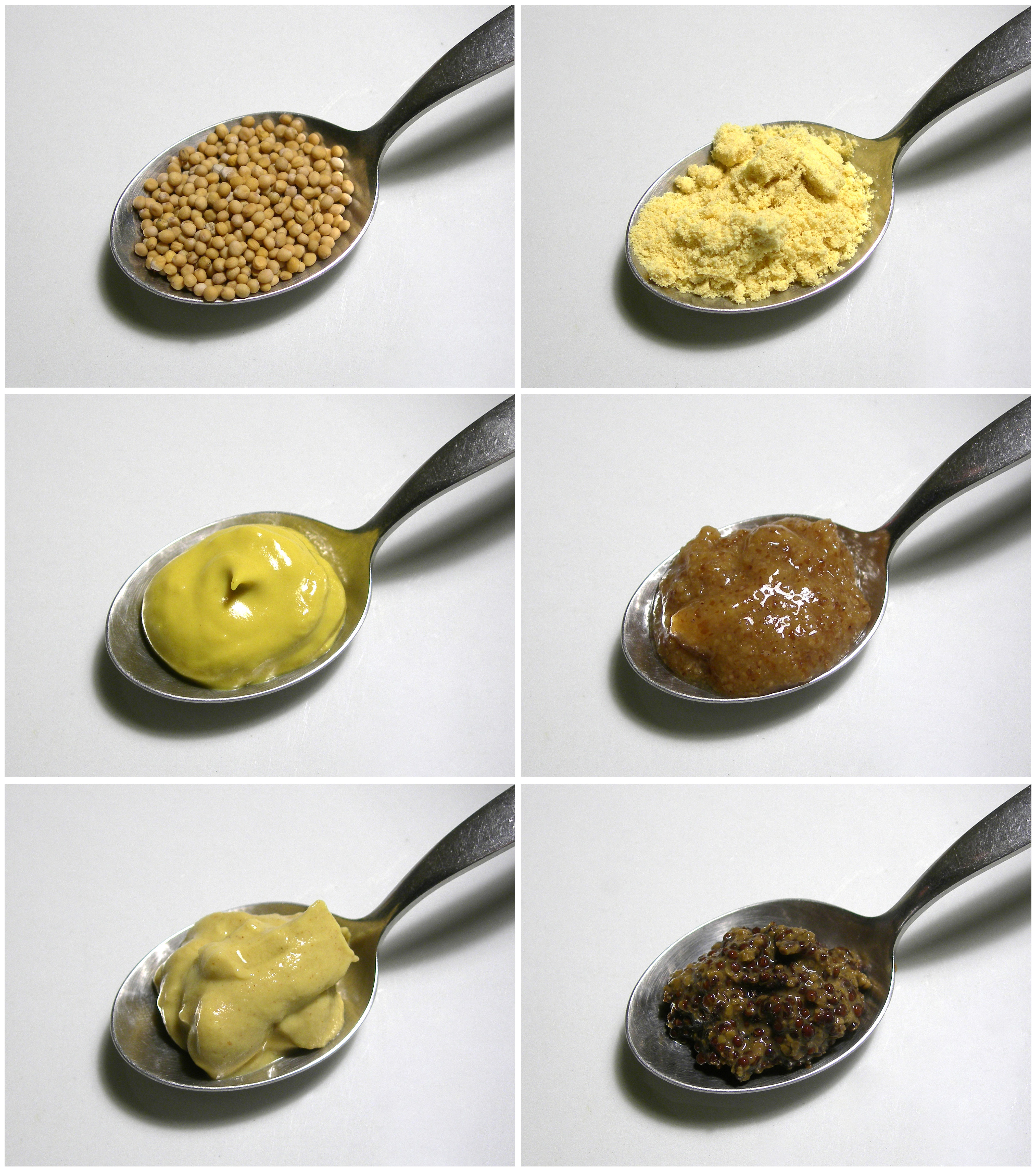
マスタード・シードの加工度合いによる段階を示したもの。最低限の加工から，香辛料として加工されたものにわたる。

ノバ分類法 (ポルトガル語: nova classificação, 「新分類」を意味する。) とは，食品を加工の程度とその目的に応じて類別する方法である。ブラジルのサンパウロ大学の研究者によって，2009年に考案された。
ノバ分類法では，食品を以下の4つのグループに区分する。
1. 非加工食品または最小加工食品
2. 加工食品原料
3. プロセスフード（加工食品）
4. ウルトラプロセスフード（超加工食品，UPF；Ultra-processed foods）

この分類法は，栄養学や公衆衛生学の分野で広く利用されている。特に，ある特定の食品が，健康に対してどういった影響を与えているか，ということを理解する上で有益である。

## ノバ分類法によるカテゴリー
ノバ分類法では，食品加工の性質，程度，目的に応じて，食品を4つのグループに類別する。オープン・フード・ファクトなどのデータベースを利用すれば，ノバ分類法に必要となる，食品のカテゴリーや原材料といった情報を得ることができる。
ノバ分類法の，食の社会的側面に着目する視点からは，直感的視座を得られる。これは，消費者視点に立脚していることから，公衆衛生を促進する上で，効果的なコミュニケーションツールである。しかし科学者の間では，科学的な統制を行うのに適しているか疑問視する声もある。一方で，脳の報酬系を刺激し，「おいしくて，やめられない」状態を引き起こすような，超依存性食品（hyperpalatable food）に関する量的な定義づけには成功している。ノバ分類法におけるウルトラプロセスフード（UPF，当該分類法におけるグループ4に該当する。）の定義づけには賛否両論があるものの，「食品加工が人体に影響を及ぼす」ということに対しては同意している。

### グループ1：非加工食品または最小加工食品

グループ1のラベル

非加工食品とは，植物，動物，藻類，菌類，水等のうち，食用可能な部分を言う。

グループ1は、最小加工食品も含む。最小加工食品とは，不要な部分の除去，粉砕，乾燥，細分化，すり潰し，低温殺菌，非アルコール発酵，冷凍やその他の保存技術を用いて，食品そのものの性質を保持する方法を用いて，改良が加えられた食品のことを言う。なお，グループ1の食品は，塩，砂糖，脂肪などの調味料や，食品添加物を含まない。
グループ1の食品としては，果物や野菜（冷凍含む），穀物，豆，肉，卵，牛乳，プレーンヨーグルト，スパイス（加工されていない自然状態のもの）が挙げられる。

### グループ2：加工食品原料

グループ2のラベル

加工食品原料は，グループ1の食品や自然界に由来する食品に，圧搾，精製，粉砕，製粉，乾燥などの加工を施したものをいう。グループ2は，自然界から採掘，抽出したものも含む。これらは，主にグループ1の食品を風味づけ，調理する役割を持ち，料理を作る上で必要不可欠なものである。基本的には添加物を含まないが，ヨウ素添加食塩などのミネラルやビタミンを含むこともある。
グループ2の食品としては，油（種，ナッツ，果物等を圧搾して製造されたもの（オリーブオイルなど）），塩，砂糖，酢，でんぷん，蜂蜜，シロップ（木から抽出したもの），バターなど，味付けや調理に用いられる食品が挙げられる。

### グループ3：プロセスフード（加工食品）

グループ3のラベル

グループ3は，広く加工食品という枠組みの中では，相対的にシンプルな食品である。これらは，グループ1の非加工食品に，塩や砂糖などのグループ2の食品（調味料等）を添加することで作られる。
プロセスフードは，焼く，茹でる，缶やボトルに詰める，非アルコール発酵をする，といった過程により製造や保存がなされた食品である。加工の目的は，賞味期限を延ばしたり，非加工食品の性質を保持したり，微生物の繁殖を抑えたり，より食品自体を楽しめるようなものにしたり，といったことにある。

グループ3の食品としては，缶詰の野菜や魚，ナッツ（塩が添加されたもの），シロップ漬けの果物，干物などが挙げられる。また，主としてグループ1の食品を，グループ2の調味料を用いて作られた場合には，パン，菓子，ケーキ，スナック，肉製品などもグループ3に含まれる。

### グループ4：ウルトラプロセスフード（超加工食品，UPF；Ultra-processed foods）

グループ4のラベル

ウルトラプロセスフード（UPF）は，主に工業的な用途のために，一連の技術や加工を施すことで原料を合成したものである。UPFに占める非加工食品（グループ1）の構成割合は，かなり低いか，または完全に欠損していることもある。UPFは，硬化油，加工デンプン，分離タンパク質（プロテインアイソレート），異性化糖などの，通常の調理ではほとんど利用されないような物質を添加することが多い。
グループ4の食品としては，清涼飲料水，濃縮還元製法のフルーツジュース，マーガリン，再構成肉，代替肉（プラントベースドミード：PBMなど），シリアル製品の一部などが挙げられる。また，調理用途として利用できない物質や，食品添加物を含む場合には，特定のパン類やスナック類，フレーバーヨーグルト，キャンディ，インスタント食品などもグループ4に該当する。

## 公衆衛生におけるインパクト
ノバ分類法は，食品加工の度合いや健康への影響を評価するために、頻繁に利用されてきている。グループ4に該当するウルトラプロセスフード（UPF）の摂取は，肥満，心臓病，高血圧，メタボリック症候群，抑うつ，がんなどの発症と関連づけられることが，疫学研究によってわかっている。
これらの研究は，ウルトラプロセスフードの製造は，主に食品産業における経済的便益の追求に起因するものだと結論づけている。このような食品の製造工程や原材料は，低コスト原料，賞味期限の引き延ばし，ブランディングの強調といった要素を組み合わせて，利益を最大化するために利用されている。ウルトラプロセスフードは，便利で，かつ脳が過剰に美味しいと感じるように製造されているため，ノバ分類法におけるグループ1の食品の座を奪いかねない。そこで，研究者や公衆衛生の広報担当者などは，健康と食の持続可能性の向上に資するために，ノバ分類法を用いて活動を行っている。
ノバ分類法は，国や国際機関によって，食品や栄養に関する政策の公表のため活用されている。例えば，アメリカ・ワシントンDCに本部を置く汎米保健機関（パンアメリカンヘルスオーガナイゼーション；Pan American Health Organization）は，食品ガイドラインにノバ分類法を採用している。

2014年にはブラジルの保健省が，ノバ分類法に立脚した新しい食品ガイドラインを発布し，カルロス・モンテイロをコーディネーターに任命した。このガイドラインは，「黄金法則」として，「ウルトラプロセスフードではなく，常に自然派の食品を選ぼう。加工は最小限に。新鮮なものを食卓に。」といった標語を掲げている。さらに，ノバ分類法に呼応して，以下のような推奨をしている。

1. 食事の基本原則として，主に植物由来で，自然のものや加工が最小限度に抑えられているもの（グループ1）を選ぶこと。特に，工業的手法によったものではなく，農業的で環境にやさしい方法で作られたものが望ましい。
2. 油，塩，砂糖の使用は最小限度にとどめて，あらゆる調理方法を創造的に試してみること。
3. 加工食品の利用は最小限度にとどめること。自然のものや最小加工食品（グループ1）をベースにした食事に対し，調味料や材料として使用することが望ましい。
4. ウルトラプロセスフード（グループ4）は摂取しないこと。

国連食糧農業機関（FAO）は，上記のブラジルの食品ガイドラインを，世界で初めての国単位での指針であると認めた上で，「（本ガイドラインは）食の持続可能性に対して，社会的，経済的側面からアプローチしており，例えば企業の広告宣伝には，消費者は細心の注意を払うべきであることを忠告している。また，ウルトラプロセスフードは，健康を損なうだけでなく，伝統的な食文化をも破壊しかねないとして，その摂取を控えることを推奨している。従来のガイドラインにみられた，主として環境的に捉えていた食の持続可能性の定義とは，対照的である。」と言及している。
ノバ分類法は，食の栄養的価値には言及していないため，栄養スコア（ニュートリスコア：Nutri-Score）などのラベリングシステムと結びつけることで，健康的な食生活に対し包括的なガイドラインを提供することができると思われる。